# Никифор Велбъждски
Никифор Велбъждски е византийски духовник, епископ на Велбъжд от XI век.
Никифор Велбъждки е заемал епископския престол на Велбъжд през 1072 година. От него е запазен ръкопис на гръцки език – коментар на творбите на прочутия византийски богослов Йоан Златоуст. Ръкописът се съхранява в Париж.
В колекцията на Центъра за византиоложки проучвания към Харвардския университет – Дъмбартън Оукс във Вашингтон, САЩ, се съхраняват два моливдовула (оловни печати), датирани около 1050 г., на същия епископ, с надписи:"Θεοτόκε βοήθει Νικηφόρῳ ἐπισκόπῳ Βελεβουσδίου" (Богородице, помагай на Никифор, епископ на Велбъжд)и „Ο ἅγιος Νικηφόρος. / Θεοτόκε βοήθει Νικηφόρῳ ἐπισκόπῳ Βελεβουσδίου“ (Свети Никифор / Богородице, помагай на Никифор, епископ на Велбъжд). Трети по-голям оловен печат се съхранява в частната колекция на г-н Г.Закос в Женева.